# Norwegische Badmintonmeisterschaft 2023
Die Norwegische Badmintonmeisterschaft 2023 fand vom 3. bis zum 5. Februar 2023 in Kristiansand statt.

## Sieger und Platzierte
| Disziplin    | Gold                                 | Silber                              | Bronze                                                  |
| ------------ | ------------------------------------ | ----------------------------------- | ------------------------------------------------------- |
| Herreneinzel | Markus Barth                         | Vegard Rikheim                      | Mads Marum                                              |
| Herreneinzel | Markus Barth                         | Vegard Rikheim                      | Torjus Flåtten                                          |
| Dameneinzel  | Vilde Espeseth                       | Katja Botcharova Ellingsen          | Marie Mørk                                              |
| Dameneinzel  | Vilde Espeseth                       | Katja Botcharova Ellingsen          | Emilie Sotnes Hamang                                    |
| Herrendoppel | Vegard Rikheim Torjus Flåtten        | Mathias Ji Hong Mattias Xu          | Ludvig Smith-Meyer Carl Christian Møller Jacobsen       |
| Herrendoppel | Vegard Rikheim Torjus Flåtten        | Mathias Ji Hong Mattias Xu          | Jonas Østhassel Mads Marum                              |
| Damendoppel  | Aimee Hong Marie Christensen         | Emilie Sotnes Hamang Vilde Espeseth | Natalie Kristensen Solvår Flåten Jørgensen              |
| Damendoppel  | Aimee Hong Marie Christensen         | Emilie Sotnes Hamang Vilde Espeseth | Katja Botcharova Ellingsen Kristine Grande Ødegårdstuen |
| Mixed        | Jonas Østhassel Julie Marie Andersen | Fredrik Kristensen Aimee Hong       | Mads Marum Vilde Espeseth                               |
| Mixed        | Jonas Østhassel Julie Marie Andersen | Fredrik Kristensen Aimee Hong       | Mathias Ji Hong Marie Christensen                       |